# 副審

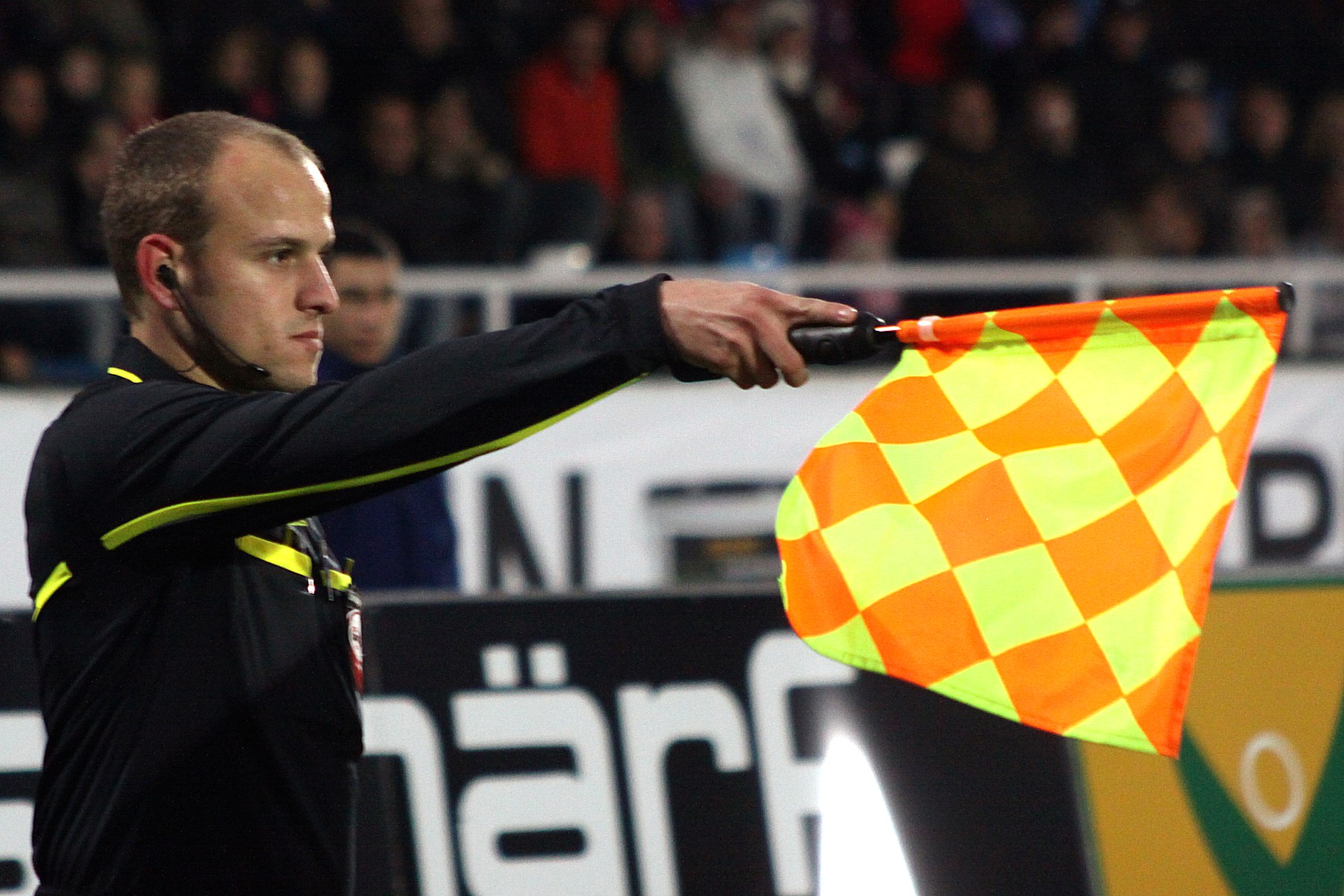

副審（ふくしん）とは、スポーツ競技などの審判員の中で主審へ対して判定の手助けをする者を指す。

## 解説
各競技によって副審の呼称は異なるが、代表的なものとしてアシスタント・レフェリーが挙げられる。

### サッカーの場合
サッカーの場合は、ボールがタッチラインを割ったかやゴールに入ったかどうか、オフサイドがあったか、主審の見ていないところでの反則があったか、などについて副審が判断し、主審にそれを示す。主審の方が近くで該当行為を見ており、かつ副審の判断が間違えている場合を除き、それに基づいて主審はジャッジを行う。かつては線審と呼ばれていたが、権限の拡大に従って名称が変更された。
2010年代後半からVARシステムが導入され、主審の判断を補助している。VARチームは映像リプレイを用いて得点／ノーゴール、PKの有無、レッドカード対象プレー、人違いによる警告・退場の4事象をチェックし、明白な誤りがあった場合に主審に修正を助言する。

### ソフトボールの場合
ソフトボールの場合は、球審・塁審（大会によっては外審も）の他に副審が1名おり、彼らを補佐したり選手交代を裁くなどを行う。

### テニスの場合
テニスの場合は、主審および線審がコート上に配置される。線審は各ラインにつき、ボールのイン/アウトを判定し、口頭およびハンドシグナルで主審に報告する。

### ボクシングの場合
ボクシングの場合は、副審はリングサイドに着席し、各ラウンド終了後に攻防、ノックダウンの有無、技術などを十点法で評価・採点する役割を担う。審判員 (ボクシング)によるTKOやダウンの判定には関与せず、全ラウンド終了後の採点結果を集計し勝者を決定する。

### バレーボールの場合
バレーボールの場合は、副審（セカンドレフェリー）はコート外側のネットポスト付近に立ち、ネットタッチやセンターライン侵入などの反則を把握し、必要に応じて吹鳴して主審に報告する。また、選手交代やタイムアウトの許可・管理を行い、記録員と連携して交代およびタイムアウトの回数を監視する。